# Mangone
Mangone est une commune de la province de Cosenza, dans la région de Calabre, en Italie.

## Administration
| Période                                  | Période  | Identité         | Étiquette | Qualité        |
| ---------------------------------------- | -------- | ---------------- | --------- | -------------- |
| 30 mai 2006                              | En cours | Raffaele Pirillo |           | centre- gauche |
| Les données manquantes sont à compléter. |          |                  |           |                |

### Communes limitrophes
Cellara, Figline Vegliaturo, Paterno Calabro, Santo Stefano di Rogliano